# Asbach (Altomünster)

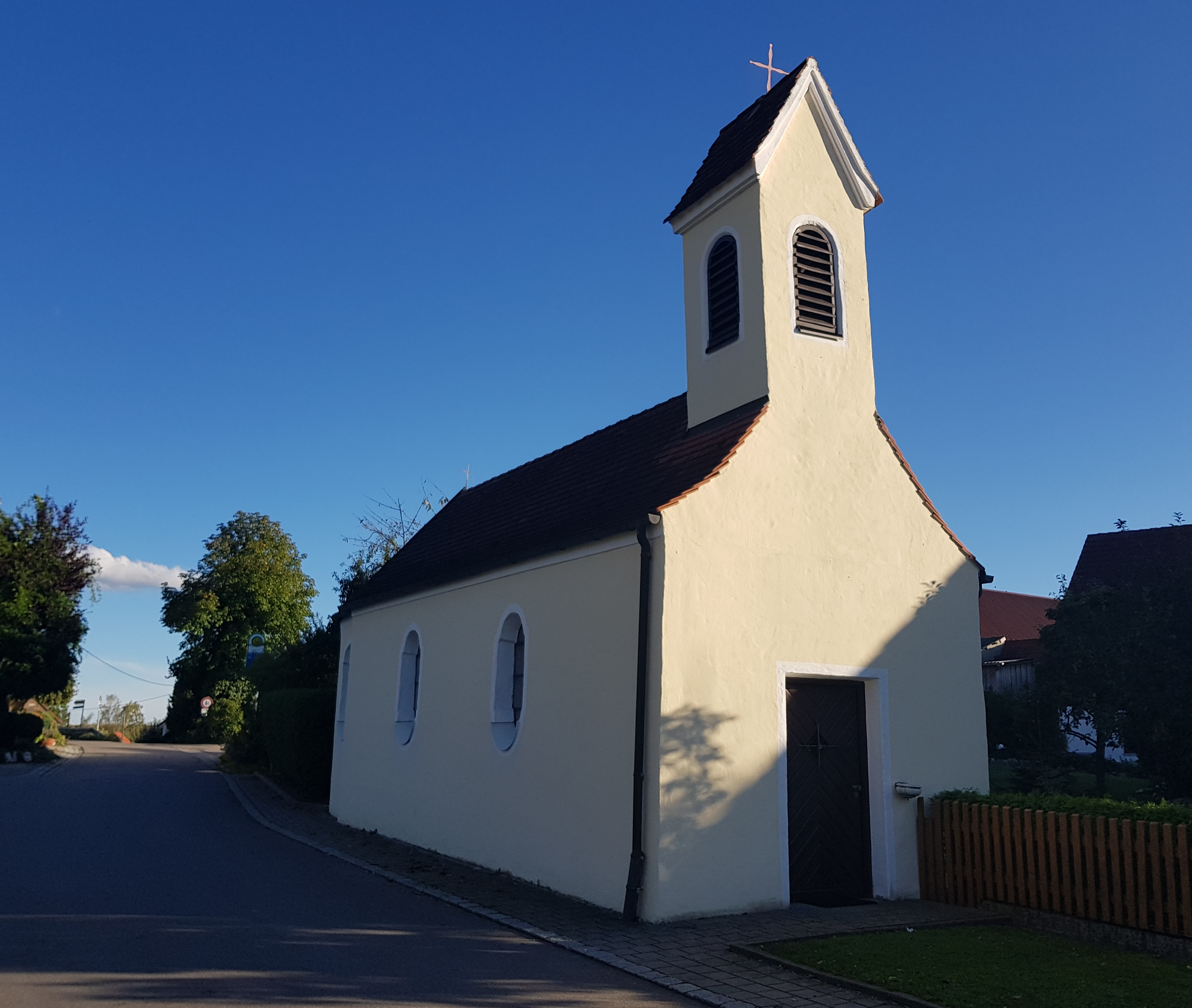
Kapelle Heilig Kreuz

Asbach ist ein Gemeindeteil von Altomünster im oberbayerischen Landkreis Dachau. Am 1. Januar 1976 kam das Dorf Asbach als Teil der Gemeinde Randelsried zu Altomünster.

## Geschichte
Der Name Asbach taucht im ältesten Urbar des Klosters Altomünster aus der Zeit um 1260 als „Aspach“ auf.

## Baudenkmäler
- Katholische Kapelle Heilig Kreuz, erbaut 1654